# Dolicheremaeus varilobatus
Dolicheremaeus varilobatus är en kvalsterart som beskrevs av Hammer 1981. Dolicheremaeus varilobatus ingår i släktet Dolicheremaeus och familjen Tetracondylidae. Inga underarter finns listade i Catalogue of Life.